# Nikos Skalkottas
Nikos Skalkottas (grč. Nίκος Σκαλκώτας) (Chalkida, 21. ožujka 1904. – Atena, 19. rujna 1949.), grčki skladatelj.
Studirao kod Ph. Jarnacha i A. Schönberga. Komponirao u individualno razrađenoj dvanaesttonskoj tehnici (kompleksi serija), a i slobodno atonalno; razvio formalno i koloristički izdiferenciran muzički izraz. Za života nepriznat, ostavio više od 150 raznovrsnih djela, koja se u novije vrijeme sve više izvode po Europi i SAD-u. Napisao Tehniku orkestracije.

## Djela
- 2 simfonijske suite
- 36 grlkih plesova
- 10 skica za gudački orkestar
- uvertira ̕ Η̕ Επιοτρορή τοΰ ̕Οδυσσέα (Odisejev povratak)
- klavirski i violinski koncerti
- dvostruki koncert za violinu i violu
- 4 gudačka kvarteta
- klavirski trio
- sonata
- klavirske suite
- scenska muzika
- baleti
- solo pjesme i dr.